# Irving Green
Irving B. Green, né le 6 février 1916 à Brooklyn, États-Unis, et mort le 1er juillet 2006, était un acteur de l'industrie du disque américaine. Fondateur et président de Mercury Records, il œuvra à la promotion d'artistes afro-américains tels que Sarah Vaughan, Dinah Washington ou the Platters.

## Biographie
En 1945, il fonda Mercury Records à Chicago avec Berle Adams (en) et Arthur Talmadge qui, au fil des années, devint un « major label ».
En 1962, Irving Green revendit Mercury à Consolidated Electronics Industries Corporation (Conelco), filiale américaine du géant néerlandais Philips.
En 1964, Mercury Records devint le premier label important à avoir un état-major « noir », auquel vint s'ajouter le trompettiste Quincy Jones, à la vice-présidence.

## Source
- (en) Cet article est partiellement ou en totalité issu de l’article de Wikipédia en anglais intitulé « Irving Green » (voir la liste des auteurs).